# Danderyd (đô thị)
Đô thị Danderyd (tiếng Thụy Điển: Danderyd kommun) là một đô thị ở hạt Stockholm của Thụy Điển. Thủ phủ là thị xã Danderyd. Đây là một trong các đô thị nhỏ nhất Thụy Điển, nhưng cũng là đô thị giàu có nhất. Dân số thời điểm 31 tháng 12 năm 2000 là 29570 người.